# نجاح حفيظ
نجاح حفيظ (1941 - 6 مايو 2017)من مواليد دمشق، ممثلة سورية من أصول ليبية. من الجيل المؤسس للدراما السورية. بدأت مسيرتها الفنية كهاوية في الفرق المسرحية الخاصة منتصف ستينيات القرن الماضي. حققت جماهيرية واسعة على إمتداد الوطن العربي من خلال شخصية «فطوم حيص بيص» بمسلسل «صح النوم» بجزئيه رفقة دريد لحام ونهاد قلعي، والذي عرض بداية السبعينيات.
في رصيدها الفني عشرات الأفلام السينمائية والمسلسلات التلفزية، منها أفلام «خياط للسيدات» 1969 و«المخدوعون» 1972 و«صح النوم» 1975 و«حراس الصمت» 2010، ومسلسلات «تجارب عائلية» 1981 و«هجرة القلوب إلى القلوب» 1990 و«دمشق يا بسمة الحزن» عام 1992و«الخوالي» 2000 و«عش المجانين»2001 و«البقعة السوداء» 2010.

## عن حياتها
ولدت نجاح حفيظ في دمشق، بدأت التمثيل وهي بنت 19 ربيعاً وذلك عام 1966 وانتسبت لنقابة الفنانين السوريين العام 1967. اشتهرت حفيظ بدور «فطوم حيص بيص» في مسلسل «صح النوم»، وشكلت فريقا مميزا مع كل من نهاد قلعي ودريد لحام وياسين بقوش وناجي جبر في عدة أعمال تلفزية وسينمائية. يعود الفضل باختيارها لأداء دور «فطوم حيص بيص» إلى المخرج خلدون المالح. تزوجت من محمد خير الرفاعي ولكنها لم ترزق بذرية، قائلة في أحد لقائتها : «أعتبر أي طفل هو ابني»، أحب أعمالها كان مسلسل «البقعة السوداء» الذي أدت فيه دور أمّ لولدين اثنين.

### إبتعادها عن الشاشة
تغيبت فطوم في سنواتها الأخيرة عن الشاشة السورية بعد أعمال كوميدية وتراجيدية عدة، وكانت تعاتب نقابة الفنانيين السوريين، معتبرةً أنها تجاهلت من أسسوا الدراما السورية عل حساب “فنانين صاعدين”.
وقالت في مقابلة لها مع جريدة الأنباء الكويتية عام 2015 “أنا لا أملك شيئًا أعطيه غير فني، وليس هناك أي نوع من التواصل معي من قبل النقابة أو المخرجين” وبأن“كثير من الفنانين لا نراهم على الشاشة، وفنانين لم نسمع عن سيرتهم الفنية إلا بعد وفاتهم، عندما يكرمونهم لمدة نصف ساعة على الشاشات وينتهي الأمر

## أعمالها

### الافلام السينمائية
- 2010: «حراس الصمت» إخراج سمير ذكرى.
- 2000: «المرابي» إخراج محمد شاهين.
- 1990: «ثعالب المدينة» إخراج محمد شاهين.[10]
- 1990: «سواقة التاكسي» إخراج محمد شاهين.[11]
- 1989: «ضياع في عيون خائبة» إخراج محمد شاهين.
- 1983: «مأساة فتاة شرقية» اخراج محمد شاهين.[12]
- 1980: «عندما تغيب الزوجات» اخراج مروان عكاوي.[13]
- 1976: «زواج على الطريقة المحلية» إخراج مروان عكاوي.
- 1976: «أموت مرتين وأحبك» إخراج جورج خوري.[14]
- 1975: «صح النوم» إخراج خلدون المالح.
- 1975: «الحسناء وقاهر الفضاء» إخراج سهيل كنعان.
- 1975: «العندليب» إخراج نبيل المالح.
- 1974: «غوار جيمس بوند» إخراج نبيل المالح.
- 1974: «غراميات خاصة» إخراج فيصل الياسري.
- 1973: «عروس من دمشق»
- 1974: «النصابين الخمسة» إخراج نجدي حافظ.
- 1973: «شقة للحب» إخراج نجدي حافظ.[15]
- 1973: «وجه آخر للحب»
- 1972: «المخدوعون» إخراج توفيق صالح.
- 1973: «زواج بالإكراه» إخراج نجدي حافظ.
- 1972: «العالم سنة 2000» إخراج أحمد فواد.
- 1972: «رحلة عذاب» إخراج رضا ميسر.
- 1972: «مقلب حب» إخراج يوسف معلوف.
- 1971: «إمرأة تسكن وحدها» إخراج نجدي حافظ.
- 1971: «قطط شارع الحمراء» إخراج سمير الغصيني.
- 1971: «الثعلب» إخراج يوسف معلوف.
- 1970: «اللص الظريف» إخراج يوسف عيسى.
- 1969: «خياط للسيدات» إخراج عاطف سالم.
- «لعبة الشيطان» إخراج زهير الشوا.
- «الحب المزيف».
- «الليالي الملتهبة».

### المسلسلات التلفزية
- 2016: «لقطة بغلطة» اخراج سالم الكردي.
- 2013: «فتت لعبت» اخراج مصطفى البرقاوي.
- 2012: «بنات العيلة» اخراج رشا شربتجي.
- 2012: «بناتي حياتي» اخراج فادي غازي.
- 2012: «أيام الدراسة (ج2)» اخراج مصطفى البرقاوي.
- 2011: «الدبور (ج2)» اخراج تامر إسحاق.
- 2011: «أيام الدراسة (ج1)» اخراج إياد نحاس.
- 2010: «البقعة السوداء» اخراج رضوان المحاميد.
- 2010: «ساعة الصفر» اخراج يوسف رزق.
- 2010: «الخبز الحرام» تامر إسحاق.
- 2010: «هي دنيتنا» اخراج نذير عواد.
- 2010: «شاميات» اخراج فادي غازي.
- 2010: «ملك التكسي أبو جانتي» اخراج زهير أحمد قنوع.
- 2010: «كل شي ماشي».
- 2009:«تعب الليالي» خراج أسامة الحمد.
- 2009: «آخر أيام الحب» اخراج وائل رمضان.
- 2009: «هدوء نسبي» اخراج شوقي الماجري.
- 2008: «ليل ورجال» اخراج سمير حسين.
- 2008: «اهل الراية (ج1)» اخراج علاء الدين كوكش.
- 2008: «الخط الأحمر» اخراج يوسف رزق.
- 2006: «أسياد المال» اخراج يوسف رزق.
- 2006: «أهل الغرام».
- 2006: «الأستاذ» اخراج رضوان المحاميد.[16]
- 2005: «حاجز الصمت» اخراج يوسف رزق.
- 2005: «أشواك ناعمة». اخراج رشا شربتجي.
- 2004: «قتل الربيع» اخراج يوسف رزق.
- 2004: «مرزوق على جميع الجبهات» اخراج هشام شربتجي.
- 2003: «الياسمين والأسمنت» إخراج محمد القبلاوي.
- 2003: «أبو المفهومية» إخراج سالم الكردي.
- 2003: «الهروب إلى القمة» إخراج محمد فردوس أتاسي.
- 2003: «مخالب الياسمين» إخراج يوسف رزق.
- 2002: «وردة لخريف العمر» إخراج يوسف رزق.
- 2002: «السفينة الرحلة 13» إخراج عماد سيف الدين.
- 2002: «صراع الزمن» إخراج هشام شربتجي.
- 2001: «عش المجانين» إخراج أسعد عيد.
- 2001: «حارة الجوري» إخراج سالم الكردي.
- 2001: «الأماني المرة» إخراج بسام المصري.[17]
- 2000: «الخوالي» إخراج بسام الملا.
- 2000: «أنت عمري» إخراج هشام شربتجي.
- 2000: «أزهار الشتاء» اخراج محمد الشليان.[18]
- 1999: «ثلوج الصيف» إخراج محمد فردوس أتاسي.
- 1999: «رقصة الحباري» إخراج يوسف رزق.
- 1999: «مزاد علني» إخراج عماد سيف الدين.
- 1998: «البحر أيوب» إخراج محمد غزيزية.
- 1997: «الفراري» إخراج غسان باخوس.
- 1997: «مرايا القلوب» إخراج سالم الكردي.
- 1996: «يوميات أبو عنتر» إخراج نبيل ع شمس.
- 1996: «دوائر الضياع» إخراج خميس مجدلاوية.
- 1996: «قانون الغاب» إخراج سالم الكردي.
- 1996: «أهلا حماتي» إخراج أسعد عيد.
- 1996: «المحكوم» إخراج محمد فردوس أتاسي.
- 1996: «اللحظة الأخيرة» إخراج عصام موسى.
- 1994: «نهاية رجل شجاع» اخراج نجدة إسماعيل أنزور.
- 1993: «الجذور لا تموت» إخراج مأمون البني.
- 1992: «البديل» إخراج محمد فردوس أتاسي.
- 1992: «درب التبان» اخراج يوسف رزق.
- 1992: «دمشق يا بسمة الحزن» إخراج لطفي لطفي.[19]
- 1991: «قبض الريح» إخراج يوسف رزق.
- 1990: «الزاحفون» إخراج طلحت حمدي.
- 1990: «هجرة القلوب إلى القلوب» إخراج هيثم حقي.
- 1990: «الحصاد» إخراج مازن الكايد عواملة.
- 1989: «المكافأة» إخراج طلحت حمدي.
- 1989: «لك يا شام» اخراج غسان جبري.
- 1989: «شجرة النارنج» إخراج سليم صبري.
- 1981: «تجارب عائلية» إخراج علاء الدين كوكش.
- 1977: «فوزية» إخراج شكيب غنام.
- 1977: «الأم الطيبة»
- 1974: «سيد البيت».
- 1974: «فاعل خير».
- 1974: «صح النوم (ج2)» إخراج خلدون المالح.
- 1973: «حبايب من زمان».
- 1972: «الدوارة».
- 1971: «مختار السبع بحرات».
- 1971: «دولاب» إخراج غسان جبري.
- 1971: «صح النوم (ج1)» إخراج خلدون المالح.
- «جراح بين الأصابع - المتوهمة» إخراج محمد العوالي.
- «أيادي في الظلام» إخراج سالم الكردي.
- «زهرة الزيزفرون» إخراج زهير ديوب.
- «قلوب في دوامة» إخراج كمال اللحام.
- «شعاع الأمل».
- «جدار الزمان».
- «أبو جلدة».
- «التحدي».
- «قلب الأم».
- «احتمالات».
- «المختصر المفيد».

### التمثيلات التلفزية
- 1980: «الأم».
- 1973: «ملح وسكر» اخراج خلدون المالح.
- «الجوهرة» اخراج مظهر الحكيم.
- «تراب الزريعة» اخراج محمد الشليان.

#### من الأعمال الإذاعية
- حكم العدالة.

## وفاتها
توفيت نجاح حفيظ ظهر السبت 6 أيار / مايو 2017 أثر نوبة قلبية، وذلك بعد أربعة أيام على نقلها إلى مستشفى ابن النفيس في دمشق عن عمر 76 عاماً.
وشيع جثمانها ظهر اليوم التالي الموافق 7 أيار / مايو 2017 من مستشفى إبن النفيس وصُلى عليها صلاة الجنازة عقب صلاة الظهر في مسجد الإيمان الكائن بحي المزرعة ووريت الثرى في مقبرة زين العابدين بحي المهاجرين.
وحضر موكب التشيع ومراسم الدفن عائلتها وعدد قليل من الفنانين السوريين وهم: نائب نقيب الفنانين السوريين هادي بقدونس والممثلون فيصل عبد المجيد وتماضر غانم ومها الشاطر وعارف الطويل وتولاي هارون ومأمون الفرخ وجمال نصار إضافة إلى المخرج إحسان المعراوي.

## الهوامش
1. ↑   تاريخ ميلادها : بعض المصادر تذكر انها من مواليد 5 نوفمبر 1941م، والبعض الآخر يقول أنها من مواليد 1941م بدون تحديد يوم الميلاد.
2. ↑   أصولها اللييية : مصدر هذه المعلومة هو حلقة البرنامج الإذاعي السوري «أصوات لا تنسى» والتى يذاع عبر أثير إذاعة دمشق، وهو من إعداد الممثل مازن لطفي، يقدمه كل من ايمان عبدان والجاد اباظه. وقد اذيعت هذه الحلقة يوم الأحد 16 كانون الثاني (يناير) 2022م.

## روابط خارجية
- نجاح حفيظ على موقع قاعدة بيانات الأفلام العربية